# F.C. Francavilla
Câu lạc bộ bóng đá Francavilla, còn được gọi là FC Francavilla hoặc Francavilla, là một câu lạc bộ bóng đá Ý nằm có trụ sở tại Francavilla ở Sinni, Basilicata.

## Lịch sử
Đội được thành lập vào năm 1931.
Francavilla đã chơi ở các hạng thấp hơn cho đến khi thăng hạng lên Promozione vào năm 1993-94 và năm sau đó là thi đấu tại Eccellenza Basilicata.
Francavilla đã được thăng hạng lên Serie D sau khi giành được Eccellenza Basilicata trong mùa giải 2004-05.

## Màu sắc và huy hiệu
Màu sắc của đội là đỏ và xanh.

## liên kết ngoài
- Website chính thức  (tiếng Ý)
- Trang web không chính thức Lưu trữ ngày 29 tháng 1 năm 2005 tại Wayback Machine (tiếng Ý)